# Železniční trať Markovac–Resavica

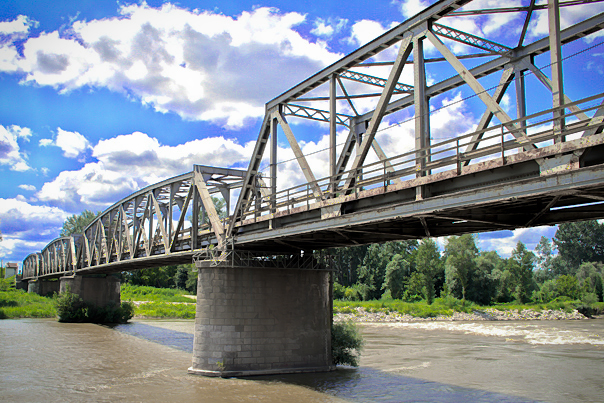
Železniční most přes řeku Moravu.

Železniční trať Markovac–Resavica (srbsky Железничка пруга Марковац–Ресавица/Železnička pruga Markovac–Resavica) se nachází v centrálním Srbsku. Jednokolejná neelektrizovaná trať o délce 42 km je v srbské železniční síti evidována pod číslem 71.
Trať se ve městě Markovac odpojuje od hlavní trati Bělehrad–Niš a vede údolím řeky Moravy, kterou překonává v blízkosti města Svilajnac. Poté dále pokračuje údolím řeky Resavy až do města Despotovac. Dále pokračuje v hlubokém kaňonu řeky do obce Resavica, kde se v minulosti nacházely doly. Mezi Despotovacem a vesnicí Dvorište je vedena částečně v tunelu.
Vybudována byla především pro potřebu dopravy uhlí z blízkosti Resavice do dnes existující elektrárny Morava, která se nachází u Svilajnace.
Trať byla budována nedlouho po druhé světové válce. Dokončena byla roku 1949. Úsek z Markovace do Despotovace slouží osobní i nákladní dopravě,[zdroj?] úsek do obce Resavica pak sloužil pouze pro nákladní dopravu. V roce 2011 byla zvažována elektrizace tratě. Trať je v dlouhodobě špatném stavu; na některých úsecích musela být cestovní rychlost snížena na 30 km/h. V roce 2014 byla trať poškozena během povodní.

## Stanice
- Markovac
- Svilajnac
- Sedlare
- Resava
- Despotovac
- Resavica